# RTV Noordkop

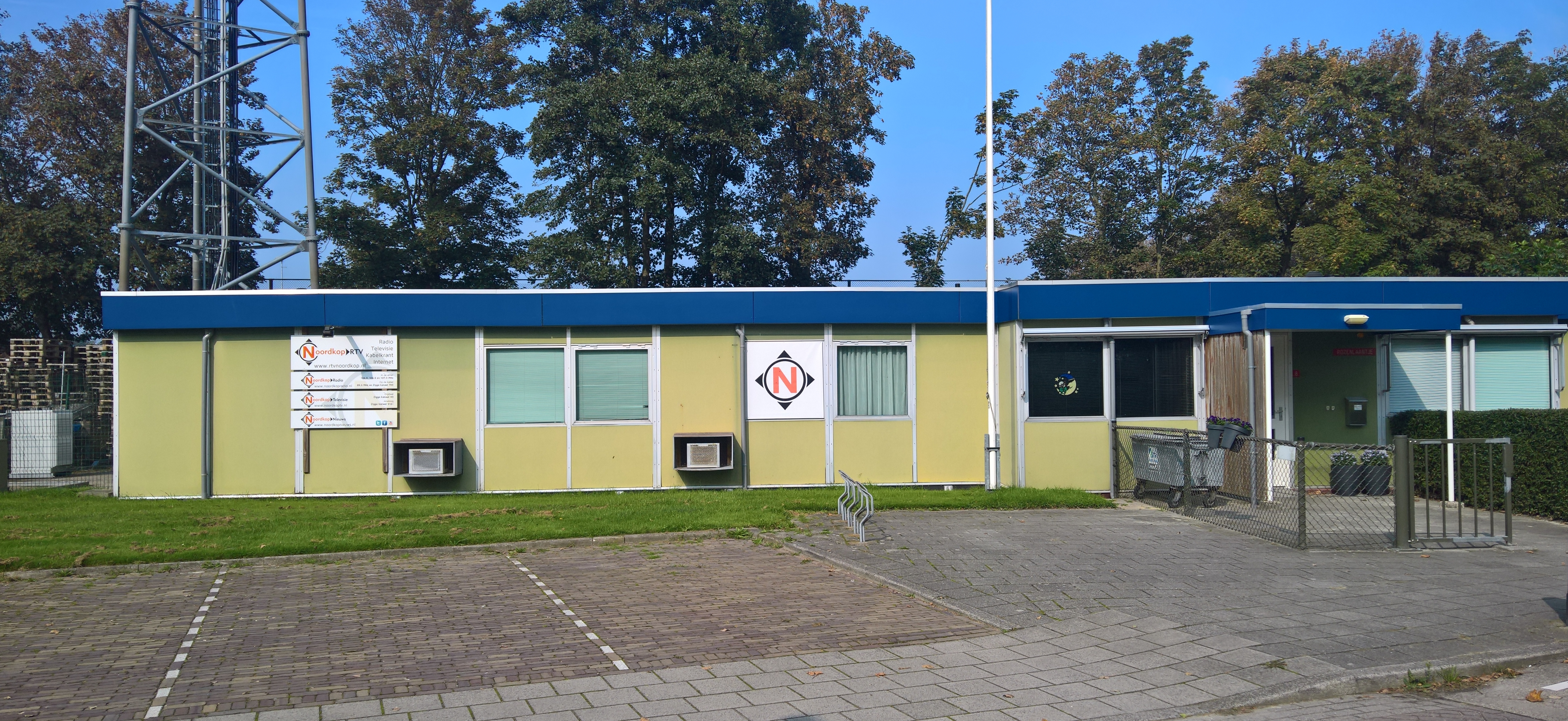
Gebouw RTV Noordkop

RTV Noordkop is een lokale omroep voor de Nederlandse gemeente Hollands Kroon. De omroep brengt lokaal en regionaal nieuws via radio, tv, internet en sociale media. Sinds 2 september 2019 maakt RTV Noordkop deel uit van de streekomroep Regio Noordkop.

## Geschiedenis
RTV Noordkop bestaat sinds 2013. Als gevolg van een fusie van de gemeenten Anna Paulowna, Niedorp, Wieringen en Wieringermeer is op 1 januari 2012 de nieuwe gemeente Hollands Kroon ontstaan. Omdat er per gemeente maar een lokale omroep actief mag zijn, was het noodzaak dat ook de reeds bestaande omroepen in dit gebied (waaronder Omroep Vereniging Wieringermeer, RTV Zuiderzee, Schagen FM en Tsarina) samen tot een nieuwe omroep kwamen. Dat werd RTV Noordkop, waarin overigens niet alle hiervoor genoemde partijen deelnamen.
De omroep is gevestigd in Hippolytushoef. Voor de radio-uitzendingen wordt gebruik gemaakt van een etherzender van 1000 watt en verder zijn de programma's digitaal en via de kabel te ontvangen. De tv-uitzending is te ontvangen via het netwerk van Ziggo, via de website van de omroep en via de app.
Na in 2017 te hebben getest met uitzendingen via DAB+ is het sinds april 2020 voor lokale omroepen mogelijk om ook via DAB+ uit te zenden is Noordkop Radio ook digitaal in de ether te beluisteren.

## Samenwerking
RTV Noordkop werkt samen met LOS Den Helder en met NH (voorheen: RTV Noord-Holland), waar het officieel mediapartner van is. De samenwerking bestaat uit het uitwisselen van content en elkaar bijstaan op het gebied van (technisch) kennis en kunde. De samenwerking is in september 2019 geformaliseerd binnen de streekomroep Regio Noordkop. De beide omroepen hebben samen een tv-kanaal, twee radiozenders, een website en gezamenlijke social media.